# Osamu Yamasaki
Pour les articles homonymes, voir Yamasaki.
Osamu Yamasaki (山崎 理, Yamasaki Osamu), né le 19 février 1962 dans la préfecture de Kumamoto (Japon), est un réalisateur et scénariste d’animation japonaise.

## Œuvres
- 2007 à la télévision : Toward the Terra
- 2008 à la télévision : Itazura na Kiss
- 2010 au cinéma : Hakuōki